# Horoșeve, Sînelnîkove
Horoșeve (în ucraineană Хорошеве) este un sat în comuna Kîsleanka din raionul Sînelnîkove, regiunea Dnipropetrovsk, Ucraina.

## Demografie
Componența lingvistică a localității Horoșeve
     Ucraineană (81,5%)
     Rusă (10,57%)
Conform recensământului din 2001, majoritatea populației localității Horoșeve era vorbitoare de ucraineană (81,5%), existând în minoritate și vorbitori de rusă (10,57%).